# Powstaniec 1863
Powstaniec 1863 – polski film historyczny z 2024 roku w reżyserii Tadeusza Syki. W głównej roli wystąpił Sebastian Fabijański. Film miał premierę kinową 12 stycznia 2024 roku. Równolegle z filmem powstał też 4-odcinkowy miniserial, którego premierę przewidziano na 2025 rok.

## Obsada
- Sebastian Fabijański jako ksiądz generał Stanisław Brzóska
- Ksawery Szlenkier jako sierżant Franciszek Wilczyński
- Eryk Biedunkiewicz jako Antek
- Cezary Pazura jako książę Władimir Czerkasski
- Olgierd Łukaszewicz jako biskup Piotr Paweł Beniamin Szymański
- Wiaczesław Boguszewski jako major Zachary Maniukin
- Karolina Szymczak jako hrabina Antonina Konarzewska
- Marcin Kwaśny jako Lachowicz
- Daniel Olbrychski jako porucznik Antoni Lemańczyk
- Robert Czebotar jako hrabia Adam Konarzewski[1]

## Produkcja
Okres zdjęciowy rozpoczął się w kwietniu 2023 roku. Zdjęcia kręcono między innymi w kościele w Żeliszewie Podkościelnym w powiecie siedleckim, Muzeum Architektury Drewnianej Regionu Siedleckiego w Nowej Suchej w powiecie węgrowskim, Twierdzy Modlin, Muzeum Wsi Radomskiej w Radomiu i Łazienkach Królewskich w Warszawie.